# Columbus (Texas)
Columbus é uma cidade localizada no estado norte-americano de Texas, no Condado de Colorado.

## Demografia
Segundo o censo norte-americano de 2000, a sua população era de 3916 habitantes.
Em 2006, foi estimada uma população de 3926, um aumento de 10 (0.3%).

## Geografia
De acordo com o United States Census Bureau tem uma área de 7,3 km², dos quais 7,3 km² cobertos por terra e 0,0 km² cobertos por água. Columbus localiza-se a aproximadamente 72 m acima do nível do mar.

## Localidades na vizinhança
O diagrama seguinte representa as localidades num raio de 36 km ao redor de Columbus.